# Mundial (álbum)
Mundial, también llamado Daddy Yankee Mundial, es el quinto álbum de estudio del cantante de reguetón Daddy Yankee. Fue producido por El Cartel Records y distribuido con Sony Music Latin, en 12 de los 13 temas los productores Musicólogo & Menes fueron los encargados y el excompañero de Echo The Lab, Diesel fue quien produjo una canción del álbum. Fue lanzado al mercado el 27 de abril de 2010 y con pocas semanas en las listas de ventas, el álbum se colocó rápidamente en el primer puesto de la lista Top Latin Albums de Billboard. Es uno de los álbumes más comercializados de América, ya que Daddy Yankee postuló la canción "Grito Mundial" para que fuera la canción de la Copa Mundial de Fútbol de 2010, pero la FIFA quería obtener 100% de los derechos de la canción y Daddy Yankee no aceptó esta condición, la Federación entonces decidió entre David Bisbal y Shakira, quedándose esta última con el honor, con la canción “Waka Waka”. Este álbum fue un éxito en todo Latinoamérica a excepción de Estados Unidos, ya que para esta época uno de los altos ejecutivos de Universal Music Latin Entertainment más específico en Machete Music ya no querían seguir apoyando al reguetón al ser muy caro de producir y debido a estos malos pasos de la multinacional este álbum no contó con la participación de Jowell & Randy, Luis Fonsi y Don Omar.
A sólo horas del lanzamiento de "Mundial", el disco alcanzó el primer lugar en ventes en iTunes latino y Amazon.com, y Obtuvo Disco de Oro en los Estados Unidos, México, Argentina y Chile.

## Antecedentes
El álbum se comenzó a trabajar a principios del 2009 por los productores de Daddy Yankee, Musicólogo & Menes con una duración de 6 meses. Originalmente, este sería una secuela del álbum "Talento de Barrio" llamada "Talento de Barrio: Mundial". Durante el 2009 se lanzaron varios sencillos promocionales, que deberían haber sido parte del álbum, pero lamentablemente el encargado de Machete Music comenzó a darle problemas a todos los artistas que tenían firmados, entre ellos Daddy Yankee, esto provocó que durante este año se cancelara el contrato de distribución con Universal Music Group y el contrato de producción con Machete Music, según comentó Luny en una entrevista al medio Molusco TV. Tras el éxito que tuvo Talento de barrio OST el cantante decidió repetir la fórmula junto a sus productores y trabajar completamente el álbum, desde la grabación, la producción, las pistas y la mezcla, demostrando la versatilidad del dúo. Sobre el título del álbum el artista expresó que quería traer ritmos mundiales, partiendo por el reguetón, bachata, zamba, merengue rippiao, SOCA, vallenato, dancehall, EDM y hip hop. Además, ya se sentía un artista consagrado tras llevar 20 años en la industria musical. En el año 2009 la FIFA le ofreció a Daddy Yankee hacer la canción oficial del evento, esto es una de las asignaciones más importantes para los cantantes, así que creó una canción y un gran vídeo y se lo presentó a la federación. Estos muy contentos le dicen que sí pero que debe entregar el 100% de las regalías a lo que el artista boricua no aceptó, pero Shakira sí. Canciones como Échale pique, Bailando fue, Desafío, Una oportunidad, Buenos tiempos y El ritmo no perdona fueron lanzadas como sencillos promocionales y se pensaban a salir en el álbum, pero luego de problemas con Universal no se dieron. El álbum estaba supuesto a lanzarse el 13 de octubre del 2009 pero por los problemas antes mencionados no se logró. El disco al estar en el limbo con las casas disqueras no fue parte de las listas de la RIAA ni de AMPROFON, en Argentina logró vender más de 20 mil copias, se dice que el álbum vendió más de 2 millones de copias en todo el mundo de manera digital y física, pero no hay manera de comprobarlo. La canción Campeo a mi manera que fue producida por Diesel, ocupa un sampleo del rapero Tempo en la canción Porque soy Tempo, esta canción es una tiraera para Wisin & Yandel, el problema se originó por ego entre los artistas, además, de que Daddy Yankee acusó al dúo de robarle varios de sus refranes clásicos, entre ellos el campeón del pueblo.

## Promoción

### Sencillos promocionales
- Para comenzar a promocionar el álbum se lanzaron varias canciones que se pensaban para ser parte del álbum, partiendo por Los buenos tiempos lanzada el 22 de noviembre de 2008, una canción que habla de manera nostálgica de su vida antes de la fama y que hay que mantenerse fiel a los recuerdos, se pensaba para ser la introducción del disco.
- El próximo sencillo fue Échale pique, lanzado el 25 de enero de 2009, la cual es un reguetón en su totalidad con ritmos electrónicos característicos de Los De La Nazza. Este tema contó con 2 versiones la primera fue el remix oficial junto al cantante boricua Yomo quien también estaba dándole promoción a su primer disco My Destiny y la segunda fue una remezcla no oficial producida por DJ Warner & Mueka y con un verso de Cosculluela.
- 5 días después se lanzó Bailando fue junto al dúo Jowell & Randy lanzado el 30 de enero del 2009, bajo la producción de Musicólogo & Menes, el tema al final no fue lanzado por rivalidades entre Daddy Yankee y WY Records.
- El 2 de julio de 2009 se estrena el que se pensaba a ser el primer sencillo oficial titulado El ritmo no perdona con vídeo oficial dirigido por George Rivera & Luanson Alers, la canción fue una mezcla de varios ritmos tropicales teniendo como base el reguetón, se mezcló con Mambo y Soca, estuvo al igual que todos los temas producidos por Musicólogo & Menes, la canción no salió en el disco pero se incluyó como bonus track, la canción fue una de las más exitosas del artista de ese entonces logró la posición número 2 en los Latin Rhythm Airplay de Billboard.
- Para finalizar el año 2009 el día 29 de diciembre se estrena la tercera colaboración con Don Omar titulada Desafío quien durante 2004 y 2007 fue su rival musical. La canción fue grabada y producida en El Cartel Records por Musicólogo & Menes, la canción fue la primera de varios proyectos lanzados por ambos exponentes. Por problemas entre Universal y Sony no se pudieron hacer oficiales las colaboraciones.
- Intenso fue una canción promocional lanzada como regalo el día del cumpleaños del cantante boricua.[10] La canción es un breve tributo a su trayectoria y fue una improvisación hecha cuando le estaban dando los últimos retoques al disco, de igual forma fue producida por Musicólogo & Menes.
- El último sencillo promocional fue Viejas andadas lanzado un día después del lanzamiento del álbum, la canción se incluyó en Itunes como bonus track.
- La canción titulada Una oportunidad junto a Luis Fonsi fue lanzada el 17 de septiembre de 2010, la canción iba a ser parte del álbum, esta no se considera como sencillo promocional ya que se estrenó cuando se le había dado comienzo a la promoción de Prestige, además de que no se le dio ningún tipo de promoción.

### Sencillos
- El primer sencillo oficial fue Grito Mundial lanzada el 9 de octubre de 2009, esta canción se presentó para ser el tema oficial de la Copa Mundial de Fútbol de 2010, y ganó, pero FIFA quería tener el 100% de los derechos musicales y así todo lo que generara la canción iba a ser para la organización, esto provocó la molestia del artista y este bajó su canción de la federación y la cantante Shakira entregó su canción Waka Waka.[6] La canción fue producida por Musicólogo y Menes en una mezcla de ritmos típicos en la cultura de las bandas orquestales dedicadas al fútbol, tales como el Ska, Rock Latino y la base en Candombe. El vídeo estuvo a cargo de Carlos Pérez de Elastic People con quien Daddy Yankee trabajó sus anteriores discos a excepción de Talento de barrio. Fue grabado en el Estadio Alberto J. Armando más conocido como La Bombonera en medio del Superclásico del fútbol argentino con un lleno total. Fue nominado al Grammy Latino como la mejor canción urbana.
- El segundo sencillo oficial titulado Descontrol fue lanzado el 11 de enero de 2010 bajo la producción de Musicólogo & Menes, es el reguetón clásico que caracteriza al cantante boricua, el vídeo de la canción fue dirigida por Carlos Pérez y contó con 2 versiones, una normal y la otra en 3-D lo cual fue un hito en la industria musical. La canción obtuvo una nominación al Grammy Latino por mejor canción urbana y una nominación a los Premios Lo Nuestro.
- El mejor de todos los tiempos fue lanzado el 26 de julio del 2010 con un vídeo dirigido por Carlos Pérez en la ciudad de Nueva York en el área de Brooklyn. Esta canción es la primera incursión de Daddy Yankee en el Trap, fue producido por Musicólogo & Menes, y su concepto se basa en la tiraera.
- La despedida fue el último sencillo oficial fue lanzado el 20 de agosto del 2010, la canción es una mezcla de Merengue y Dancehall, fue producido por Musicólogo & Menes. De acuerdo a lo publicado por Daddy Yankee en su sitio oficial, el clip narra "una historia bien sensible en la cual una pareja ve afectada su relación por causa de una enfermedad". La dirección corrió por cuenta de Georgie Rivera, quien rodó en locaciones del pequeño municipio de Guaynabo, en Puerto Rico, y también hubo un par de escenas en el estudio de grabación.[11]

## Lista de canciones
Todos fueron coproducidos por Daddy Yankee.

| N.º | Título                            | Escritor(es) | Productor(es)      | Duración |  |
| 1.  | «El mejor de todos los tiempos»   | Ramón Ayala  | Musicólogo & Menes | 2:50     |  |
| 2.  | «Descontrol»                      | Ramón Ayala  | Musicólogo & Menes | 2:53     |  |
| 3.  | «Vida en la noche»                | Ramón Ayala  | Musicólogo & Menes | 3:47     |  |
| 4.  | «La señal»                        | Ramón Ayala  | Musicólogo & Menes | 2:54     |  |
| 5.  | «La despedida»                    | Ramón Ayala  | Musicólogo & Menes | 3:25     |  |
| 6.  | «Que es la que hay»               | Ramón Ayala  | Musicólogo & Menes | 3:06     |  |
| 7.  | «Me enteré» (ft. Tito El Bambino) | Ramón Ayala  | Musicólogo & Menes | 3:07     |  |
| 8.  | «El más duro»                     | Ramón Ayala  | Musicólogo & Menes | 2:56     |  |
| 9.  | «Daría»                           | Ramón Ayala  | Musicólogo & Menes | 3:36     |  |
| 10. | «Rumba y candela»                 | Ramón Ayala  | Musicólogo & Menes | 3:09     |  |
| 11. | «Mintiendo con la verdad»         | Ramón Ayala  | Musicólogo & Menes | 3:11     |  |
| 12. | «Campeo a mi manera»              | Ramón Ayala  | Diesel             | 3:13     |  |
| 13. | «Grito Mundial»                   | Ramón Ayala  | Musicólogo & Menes | 3:04     |  |

| iTunes Bonus Track |                       |              |                    |          |  |
| N.º                | Título                | Escritor(es) | Productor(es)      | Duración |  |
| 14.                | «Viejas andadas»      | Ramón Ayala  | Musicólogo & Menes | 2:49     |  |
| 15.                | «El ritmo no perdona» | Ramón Ayala  | Musicólogo & Menes | 3:04     |  |

## Posicionamiento y certificaciones
| Chart (2010)                       | Peak position |
| ---------------------------------- | ------------- |
| Japanese Albums (Oricon)           | 232           |
| Mexican Albums Chart               | 28            |
| US Billboard Top Latin Albums      | 1             |
| US Latin Rhythm Albums (Billboard) | 1             |
| US Billboard Top Rap Albums        | 10            |
| US Billboard 200                   | 29            |
| Uruguayan Albums (CUD)             | 2             |
| Venezuelan Albums (Recordland)     | 3             |

| País | Certificación | Ventas  |
| --- | ------------- | ------- |
| Argentina (CAPIF) | Oro           | 20,000x |
| Chile | Oro           | 50,000  |
| *las cifras de ventas sobre la base de la certificación por sí sola ^cifras de envíos sobre la base de la certificación por sí sola xcifras no especificadas sobre base de la certificación por sí sola |               |         |

## Premios y nominaciones
La banda sonora Mundial fue nominada y galardonada en distintas ceremonias de premiación. A continuación, una lista con las candidaturas que obtuvo el disco:
Grammy Latinos
| Edición | Categoría            | Por           | Resultado |
| ------- | -------------------- | ------------- | --------- |
| 2010    | Mejor Álbum Urbano   | Mundial       | Nominado  |
| 2010    | Mejor Canción Urbana | Grito Mundial | Nominado  |
| 2010    | Mejor Canción Urbana | Descontrol    | Nominado  |

Premios Lo Nuestro
| Edición | Categoría              | Por        | Resultado |
| ------- | ---------------------- | ---------- | --------- |
| 2011    | Álbum Urbano Del Año   | Mundial    | Nominado  |
| 2010    | Canción Urbana Del Año | Descontrol | Nominado  |

Latin Billboards
| Edición | Categoría              | Por          | Resultado |
| ------- | ---------------------- | ------------ | --------- |
| 2011    | Mejor Álbum Del Año    | Mundial      | Ganador   |
| 2011    | Canción Latina del Año | La Despedida | Nominado  |

## Créditos
- Daddy Yankee - Productor ejecutivo, Intérprete, coproductor, Escritor (track 1 al 13)
- Musicólogo & Menes - Productor musical, Ingeniero de mezcla, Ingeniero de grabación (track 1 al 13)
- Marc Lee - Ingeniero de mezcla (Álbum completo)
- Diesel - Productor musical (track 12)
- Tito El Bambino - Intérprete (track 7)
- Juan Castillo - Arreglos musicales (track 11)
- Carlos Huertas - Arreglos musicales (track 9)
- El Cartel Records - Producción discográfica
- Sony Music Latin - Distribución
- Los Cangris Music Publishing - Licencias musicales
- Elastic People - Diseño gráfico
- Pedro Jiménez - Mánager de producción
- Milton González - Road Mánager
- Nomar Ayala - A&R
- Lorna Robles - Mánager general
- Mireddys González - Mánager
- Carlos Pérez - Director creativo
- Mateo García - Fotografía
- Rachel Johnson - Estilista

## Historial de lanzamiento
| País  | Fecha               | Formato | Discográfica      | Distribución     |
| ----- | ------------------- | ------- | ----------------- | ---------------- |
| Mundo | 27 de abril de 2010 | CD      | El Cartel Records | Sony Music Latin |